# Музейно-мемориальный комплекс истории Военно-морского флота России
Музей истории Военно-морского флота России (Музей ВМФ) — музей в Москве с натурными экспонатами на площадках под открытым небом.

## История
В апреле 1999 года вышло постановление Правительства Москвы от 15 апреля 2003 года № 255−ПП «О создании в Москве Культурно-мемориального комплекса истории Военно-морского флота». 22 августа 2003 года было организовано государственное учреждение культуры города Москвы «Подводная лодка-музей» (ГУК «Подводная лодка-музей»); по постановлению Правительства Москвы «О размещении музейно-мемориального комплекса истории Военно-морского флота России и культурно-развлекательного центра в акватории Химкинского водохранилища», вышедшем в ноябре того же года, на стоянку на территории музея встала подводная лодка Б-396.
Открытие «Подводной лодки-музея» состоялось 26 июля 2006 года с участием мэра Москвы Ю. М. Лужкова, главнокомандующего ВМФ адмирала флота В. В. Масорина, моряков-подводников и кадетов.
В 2013 году произошло объединение Парка культуры и отдыха «Северное Тушино» и Музейно-мемориального комплекса истории Военно-морского флота России в Музейно-парковый комплекс «Северное Тушино», где Музей истории ВМФ приобрел статус подразделения МПК «Северное Тушино».

## Экспонаты
- Большая дизельная подводная лодка Б-396 «Новосибирский Комсомолец» проекта 641Б.
- Боевой морской транспортно-десантный экраноплан «Орлёнок».
- Десантно-штурмовой катер на воздушной подушке «Скат».
- Площадка боевой техники:
  - имитатор торпеды;
  - выпускаемое буксируемое антенное устройство (ВБАУ) «Параван»;
  - выдвижная антенна «Синтез»;
  - аварийный буй;
  - фрагмент выдвижного устройства МТ-70 (телевизионная голова перископа);
  - выдвижное устройство «Завеса»;
  - якорь Холла;
  - гребной винт и упорный подшипник с атомной подводной лодки.

## Галерея музея ВМФ

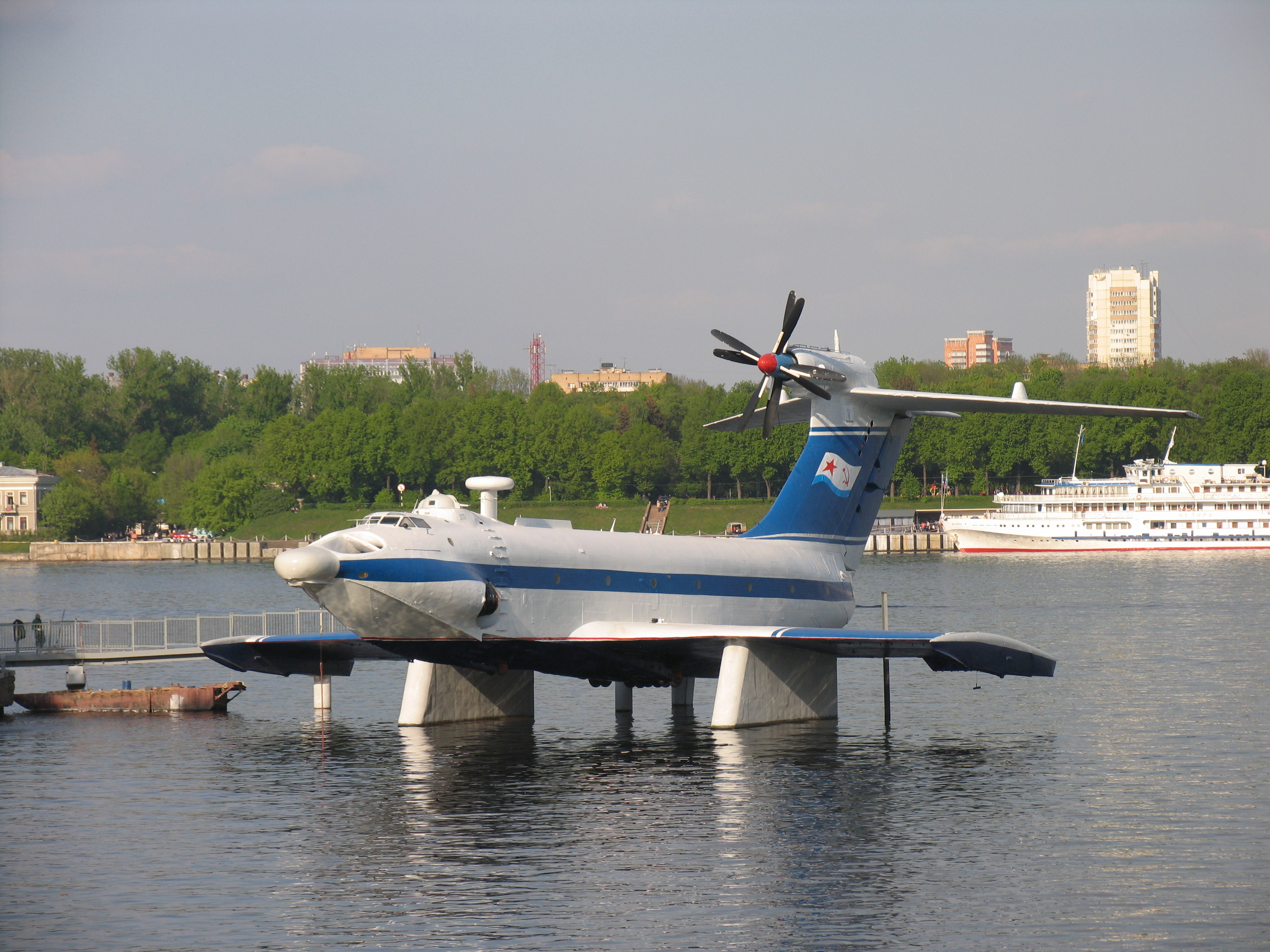
«Орлёнок»
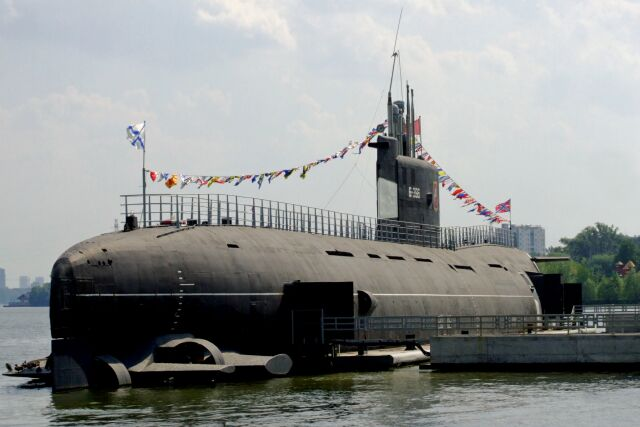
Б-396 «Новосибирский комсомолец»
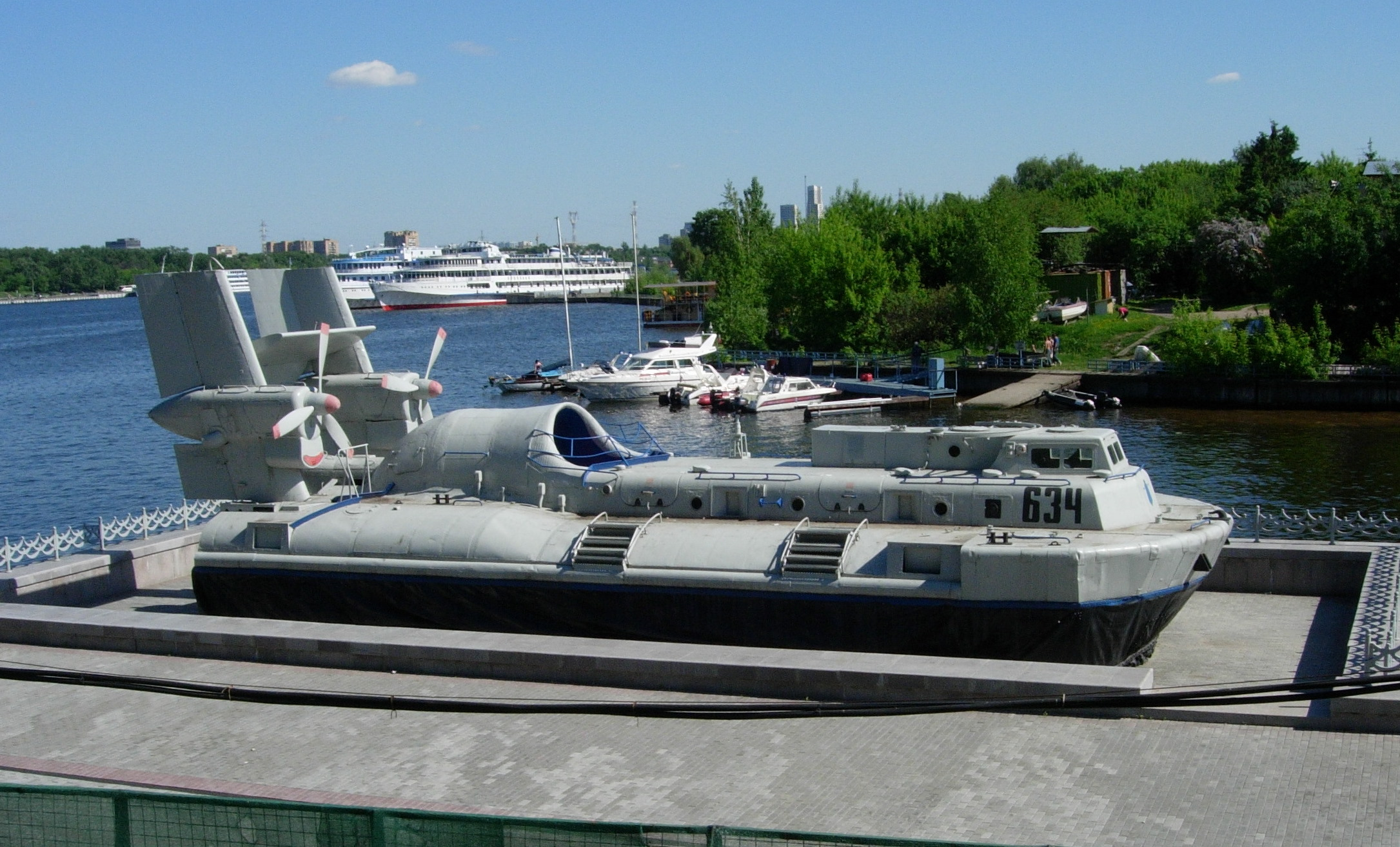
«Скат»